# IX edició dels Premis Sur
La IX edició dels Premis Sur, atorgats per l'Academia de las Artes y Ciencias Cinematográficas de la Argentina a les millors produccions cinematogràfiques argentines estrenades entre l'1 d'octubre de 2013 i el 30 de setembre de 2014, va tenir lloc el 2 de desembre de 2014 a la Usina del Arte, actuant Ronnie Arias com a presentador.
Les produccions amb més candidatures van ser Relatos salvajes amb 21, seguida per Betibú i El inventor de juegos amb 10 cadascuna.

## Guanyadors i candidats
Indica el guanyador dins de cada categoria.
| Millor pel·lícula | Millor direcció |
| --- | --- |
| Relatos salvajes — Damián Szifron                                                                                               | Damián Szifron — Relatos salvajes |

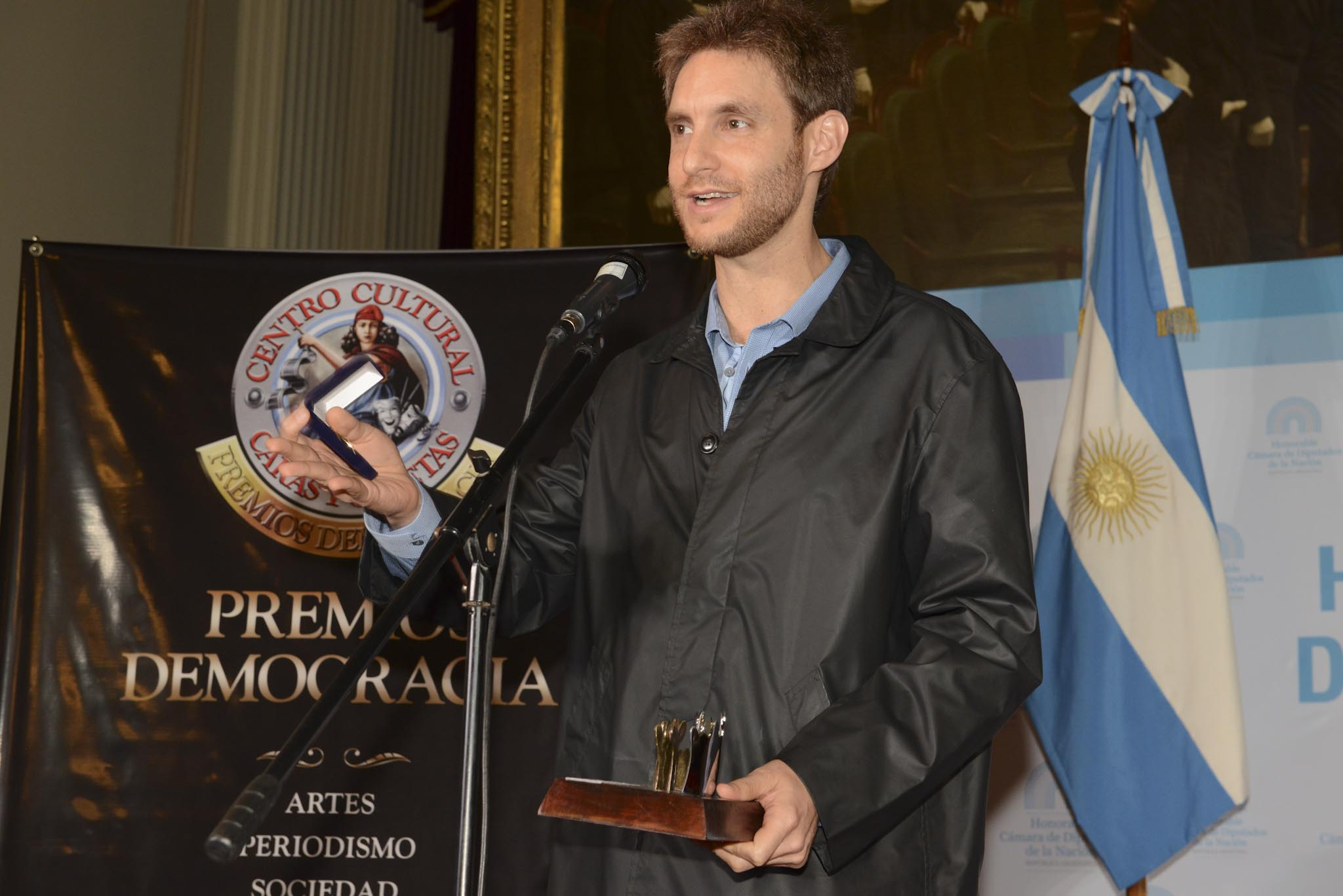
Damián Szifron, guanyador de tres Premis Sur per Relatos salvajes.

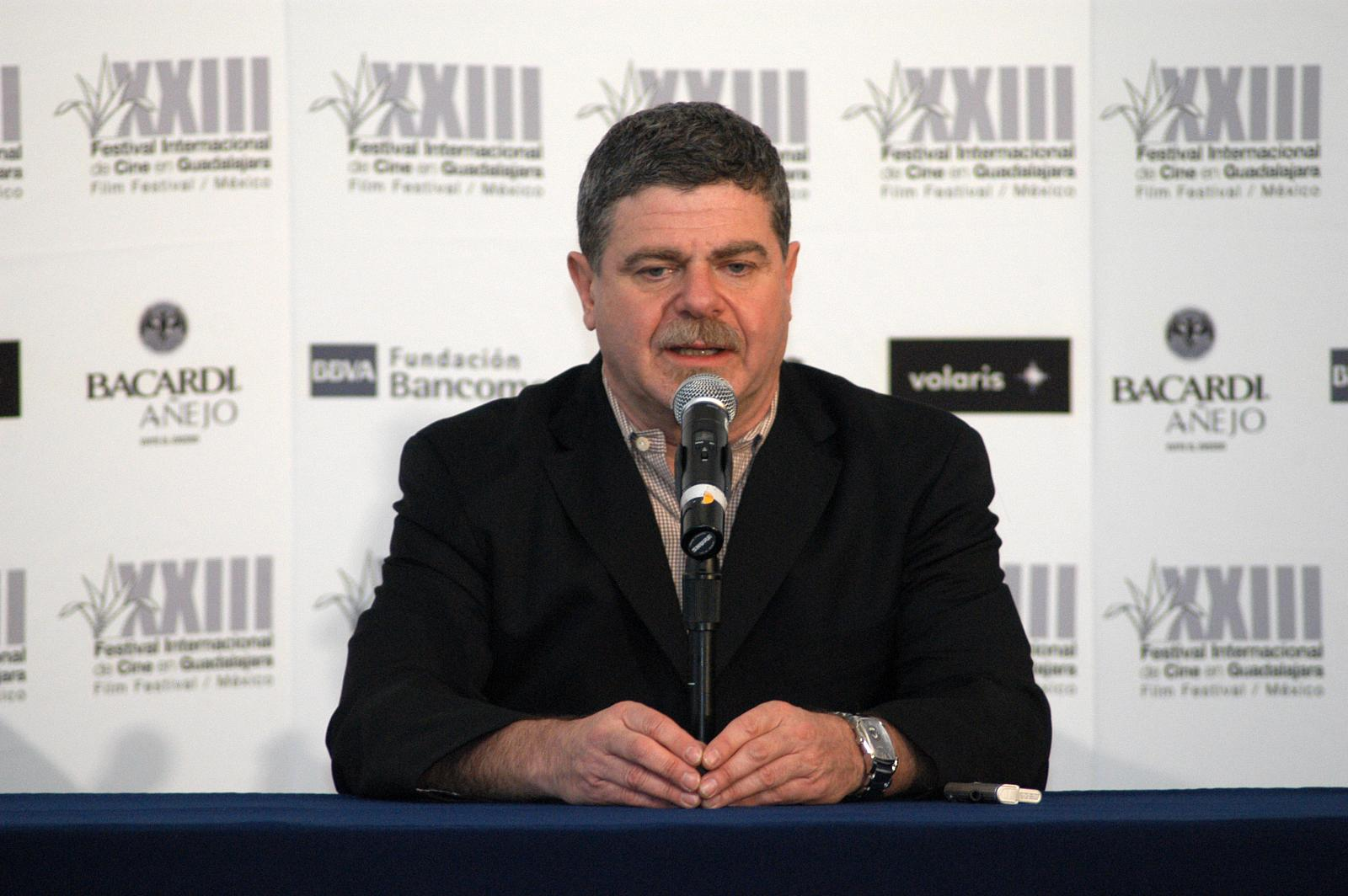
Gustavo Santaolalla, guanyador per Millor Música Original

| - Betibú — Miguel Cohan - El ardor — Pablo Fendrik - El inventor de juegos — Juan Pablo Buscarini                               | - Juan Pablo Buscarini — El inventor de juegos - Miguel Cohan — Betibú - Pablo Fendrik — El ardor                                                      |
| Millor opera prima | Millor documental |
| De martes a martes — Gustavo Triviño                                                                                            | El color que cayó del cielo — Sergio Wolf |
| - El crítico — Hernán Guerschuny - Los dueños — Ezequiel Radusky i Agustín Toscano - Muerte en Buenos Aires - Natalia Meta      | - Amancio Williams — Gerardo Panero - La forma exacta de las islas — Daniel Casabé i Edgardo Dieleke - Maravilla, la pel·lícula — Juan Pablo Cadaveira |
| Millor actriu | Millor actor |
| Erica Rivas — Relatos salvajes                                                                                                  | Oscar Martínez — Relatos salvajes |
| - Celeste Cid — Aire libre - Rita Cortese — Relatos salvajes - Mercedes Morán — Betibú                                          | - Ricardo Darín — Relatos salvajes - Daniel Fanego — Betibú - Leonardo Sbaraglia — Relatos salvajes                                                    |
| Millor actriu de repartiment | Millor actor de repartiment |
| Erica Rivas — Aire libre | Germán de Silva — Relatos salvajes |
| - María Onetto — Relatos salvajes - Carola Reyna — Betibú - Malena Sánchez — De martes a martes                                 | - Diego Gentile — Relatos salvajes - Osmar Núñez — Relatos salvajes - Alejandro Urdapilleta — Un paraíso para los malditos                             |
| Millor actriu revelació | Millor actor revelació |
| Marina Bellati — Betibú | Pablo Pinto — De martes a martes |
| - Yosiria Huaripata Banda — El cerrajero - Telma Crisanti — El crítico - Carla Quevedo — Abril en Nueva York                    | - Walter Donado — Relatos salvajes - Luis Pfening — Caíto - Diego Velázquez — Relatos salvajes                                                         |
| Millor guió original | Millor guió adaptat |
| Damián Szifron — Relatos salvajes                                                                                               | Ana Cohan i Miguel Cohan — Betibú |
| - Anahí Berneri i Javier Van de Couter — Aire libre - Pablo Fendrik — El ardor - Hernán Guerschuny — El crítico                 | - Juan Pablo Buscarini — El inventor de juegos - Juan Pablo Martínez, Jimena Ruiz Echazú i Ismael Serrano — Luna en Leo                                |
| Millor fotografia | Millor muntatge |
| Javier Juliá — Relatos salvajes                                                                                                 | Damián Szifron i Pablo Barbieri — Relatos salvajes |
| - Julián Apezteguía — El ardor - Roman Osin — El inventor de juegos - Rodrigo Pulpeiro — Betibú                                 | - Austin Andrews — El inventor de juegos - Leandro Aste — El ardor - Irene Blecua — Betibú                                                             |
| Millor direcció d’art | Millor disseny de vestuari |
| Dimitri Capuani — El inventor de juegos                                                                                         | Magda Banach — El inventor de juegos |
| - Graciela Fraguglia — Amapola - Clara Notari — Relatos salvajes - Micaela Saiegh — El ardor                                    | - Ruth Fischerman — Relatos salvajes - Kika Lopes — El ardor - José Pablo Uria — Amapola                                                               |
| Millor so | Millor música original |
| José Luis Díaz — Relatos salvajes                                                                                               | Gustavo Santaolalla — Relatos salvajes |
| - Leandro De Loredo — El ardor - Eduardo Esquide, Steve Miller y Alberto Ovejero — Betibú - Chris Munro — El inventor de juegos | - Sebastián Escofet y Julián Gándara — El ardor - Federico Jusid — Betibú - Keith Power — El inventor de juegos                                        |
| Millor Maquillatge i Caracterització                                                                                            | |
| Magdalena Puibusqué i Ángela Garacija — El inventor de juegos                                                                   | |
| - Marisa Amenta — Relatos salvajes - Martín Macías Trujillo — El ardor - Manuela Schedlbauer — Amapola                          | |